# Bedlam Street
Bedlam Street – wieś w Anglii, w hrabstwie West Sussex. Leży 43 km na wschód od miasta Chichester i 66 km na południe od Londynu.